# Pouilly-sur-Saône
Pouilly-sur-Saône és un municipi francès, situat al departament de la Costa d'Or i a la regió de Borgonya - Franc Comtat. L'any 2007 tenia 661 habitants.

## Demografia

### Població
El 2007 la població de fet de Pouilly-sur-Saône era de 661 persones. Hi havia 266 famílies, de les quals 75 eren unipersonals (25 homes vivint sols i 50 dones vivint soles), 83 parelles sense fills, 83 parelles amb fills i 25 famílies monoparentals amb fills.
La població ha evolucionat segons el següent gràfic:
Habitants censats

### Habitatges
El 2007 hi havia 340 habitatges, 266 eren l'habitatge principal de la família, 55 eren segones residències i 20 estaven desocupats. 291 eren cases i 44 eren apartaments. Dels 266 habitatges principals, 206 estaven ocupats pels seus propietaris, 57 estaven llogats i ocupats pels llogaters i 3 estaven cedits a títol gratuït; 3 tenien una cambra, 13 en tenien dues, 54 en tenien tres, 75 en tenien quatre i 120 en tenien cinc o més. 155 habitatges disposaven pel capbaix d'una plaça de pàrquing. A 133 habitatges hi havia un automòbil i a 94 n'hi havia dos o més.

### Piràmide de població
La piràmide de població per edats i sexe el 2009 era:
| Homes | Edats   | Dones |
| ----- | ------- | ----- |
| 4     | 95 o +  | 4     |
| 0     | 90 a 94 | 4     |
| 8     | 85 a 89 | 8     |
| 12    | 80 a 84 | 4     |
| 12    | 75 a 79 | 12    |
| 20    | 70 a 74 | 16    |
| 16    | 65 a 69 | 12    |
| 8     | 60 a 64 | 24    |
| 16    | 55 a 59 | 16    |
| 20    | 50 a 54 | 16    |
| 12    | 45 a 49 | 4     |
| 32    | 40 a 44 | 20    |
| 24    | 35 a 39 | 36    |
| 16    | 30 a 34 | 20    |
| 8     | 25 a 29 | 12    |
| 16    | 20 a 24 | 12    |
| 12    | 15 a 19 | 16    |
| 12    | 10 a 14 | 16    |
| 36    | 5 a 9   | 12    |
| 8     | 0 a 4   | 12    |

## Economia
El 2007 la població en edat de treballar era de 395 persones, 284 eren actives i 111 eren inactives. De les 284 persones actives 248 estaven ocupades (136 homes i 112 dones) i 35 estaven aturades (13 homes i 22 dones). De les 111 persones inactives 36 estaven jubilades, 24 estaven estudiant i 51 estaven classificades com a «altres inactius».

### Ingressos
El 2009 a Pouilly-sur-Saône hi havia 267 unitats fiscals que integraven 674 persones, la mediana anual d'ingressos fiscals per persona era de 15.864 €.

### Activitats econòmiques
Dels 23 establiments que hi havia el 2007, 1 era d'una empresa alimentària, 3 d'empreses de fabricació d'altres productes industrials, 5 d'empreses de construcció, 5 d'empreses de comerç i reparació d'automòbils, 2 d'empreses de transport, 3 d'empreses d'hostatgeria i restauració, 1 d'una empresa immobiliària, 1 d'una empresa de serveis i 2 d'empreses classificades com a «altres activitats de serveis».
Dels 8 establiments de servei als particulars que hi havia el 2009, 1 era una oficina de correu, 2 paletes, 2 guixaires pintors, 1 fusteria, 1 perruqueria i 1 restaurant.
Dels 2 establiments comercials que hi havia el 2009, 1 era una botiga de menys de 120 m² i 1 una fleca.
L'any 2000 a Pouilly-sur-Saône hi havia 3 explotacions agrícoles.

## Equipaments sanitaris i escolars
El 2009 hi havia una escola elemental.

## Poblacions més properes
El següent diagrama mostra les poblacions més properes.